# Opération Bagration
Pour les articles homonymes, voir Bagration.
Seconde Guerre mondiale
Batailles
Front de l’Est

Prémices :
- Campagne de Pologne
- Guerre d’Hiver

Guerre germano-soviétique :
- 1941 : L'invasion de l'URSS

- Opération Barbarossa

Front nord : 
- Guerre de Continuation
- Opération Silberfuchs
- Siège de Léningrad

Front central : 
- 2e bataille de Brest-Litovsk
- Bataille de Białystok–Minsk
- 1re bataille de Smolensk
- Bataille de Kiev

Front sud : 
- Siège d'Odessa
- Campagne de Crimée

- 1941-1942 : La contre-offensive soviétique

Front nord : 
- Poche de Demiansk
- Poche de Kholm

Front central : 
- Bataille de Moscou

Front sud : 
- Seconde bataille de Kharkov

- 1942-1943 : De Fall Blau à 3e Kharkov

Front nord : 
- Offensive de Siniavino
- Opération Iskra
- Bataille de Krasny Bor
- Opération Poliarnaïa Zvezda

Front central : 
- Opération Mars

Front sud : 
- Bataille du Caucase (opération Fall Blau)
- Bataille de Stalingrad
- Opération Uranus
- Opération Saturne
- Offensive d'Ostrogojsk-Rossoch
- Offensive de Voronej-Kastornoe
- Opération Gallop
- Opération Étoile
- Troisième bataille de Kharkov

- 1943-1944 : Libération de l'Ukraine et de la Biélorussie

Front central : 
- 2e bataille de Smolensk
- Opération Bagration

Front sud : 
- Bataille de Koursk
- Bataille du Dniepr
- Offensive Dniepr-Carpates
- Offensive de Crimée
- Offensive de Lvov-Sandomir

- 1944-1945 : Campagnes d'Europe centrale et d'Allemagne

Allemagne : 
- Offensive Vistule-Oder
- Offensive de Poméranie orientale
- Siège de Breslau
- Offensive de Prusse-Orientale
- Bataille de Königsberg
- Bataille de Seelow
- Bataille de Bautzen
- Bataille de Berlin
- Capitulation allemande

Front nord et Finlande : 
- Guerre de Laponie
- Offensive Leningrad-Novgorod
- Bataille de Narva

Europe orientale : 
- Opération Margarethe
- Insurrection de Varsovie
- Soulèvement national slovaque
- Opération Panzerfaust
- Bataille de Budapest
- Opération Frühlingserwachen
- Offensive de Vienne
- Insurrection de Prague
- Offensive de Prague
- Bataille de Slivice

Front d’Europe de l’Ouest

Campagnes d'Afrique, du Moyen-Orient et de Méditerranée

Bataille de l’Atlantique

Guerre du Pacifique

Guerre sino-japonaise

Théâtre américain
L’opération Bagration (en russe : Операция Багратион : Operatsiya Bagration), pendant la Seconde Guerre mondiale, est une offensive d'été des forces de l'Union soviétique menée du 22 juin au 19 août 1944. Nommée en référence au général Pierre de Bagration (1765-1812), elle vise à libérer de toute occupation militaire allemande la RSS de Biélorussie (Russie blanche) et à éliminer le groupe d'armées Centre.
C'est la plus grande opération militaire de l'année 1944. Elle se déroule peu de temps après le Débarquement de Normandie et contribue à l'issue de la bataille de Normandie en bloquant sur le front Est des forces allemandes qui ne peuvent être redéployées en renfort sur le front Ouest.
L'Union soviétique déploie à cette occasion une puissance qui stupéfie tous les belligérants des deux camps. Sur une ligne de front s'étendant sur 1 000 km, les Soviétiques avancent de 600 km en deux mois ; à l'issue de ce mouvement, la défaite allemande est consommée. L'Armée rouge brise complètement la ligne de front allemande et détruit près de trente des divisions du groupe d'armées Centre dont les trois armées (4e, 3e panzer et 9e armée) sont pulvérisées : seuls des éléments épars parviennent à s'échapper en Prusse-Orientale et dans les Pays baltes. 
C'est la plus grande défaite de la Wehrmacht et de l'histoire militaire allemande, avec environ 450 000 soldats perdus et 300 000 autres encerclés dans la poche de Courlande. 
Les conséquences sont lourdes pour l'Allemagne dont c'est la troisième défaite majeure face aux Soviétiques après les désastres de Stalingrad et de Koursk, qui lui ont coûté plus d'un million d'hommes. Le Troisième Reich doit désormais faire face à la dure réalité : d'ores et déjà vaincu en Afrique du Nord, il est en train de perdre la bataille de l'Atlantique, il doit reculer en France et 
en Italie, sa maîtrise du ciel ne cesse de diminuer de même que sa capacité à reconstituer ses forces et de fait, il ne parviendra jamais à reprendre l'initiative à l'Est. L'envoi d'importants renforts allemands pour tenter d'endiguer Bagration a dangereusement affaibli le groupe d'armées Ukraine du Nord, ce qui permet aux Soviétiques de pousser leur plan stratégique pour l'été et l'automne 1944 : l'obtention de têtes de ponts solides à l'ouest de la Vistule avec l'offensive Kovel-Lublin et l'offensive de Lvov-Sandomir, puis fin août, avec l'offensive de Jassy-Kishinev, la conquête de la Roumanie et de ses champs pétrolifères, qui prive le Troisième Reich d'une ressource vitale.

## Contexte général et préparation

### Contexte diplomatique
Les Soviétiques réclament depuis le 29 juin 1941, l'ouverture d'un « second front » en Europe. Il y a bien des combats en Afrique du nord depuis 1940, mais ce front n'absorbe pas de force allemande significative, et Staline ne compte pas non plus ni les combats navals dans l'Atlantique, ni les combats dans les airs. Les Américains sont favorables au principe d'une attaque massive contre les positions allemandes en France, tandis que les Britanniques, qui ont l'expérience de la guerre, jugent cette ambition prématurée et préfèrent commencer par des opérations périphériques en Méditerranée, de préférence dans les Balkans ; un compromis entre Anglais et Américains est trouvé pour des opérations en Italie à condition que la priorité reste aux futures opérations en France.
Lors de la conférence de Téhéran à la fin de l'année 1943, les Alliés occidentaux ont déjà débarqué en Italie, fait tomber Mussolini et l'Italie est passé du côté des alliés, mais l'avancée alliée sur ce front est bloquée par la défense allemande sur la Ligne Gustave. L'accord sur le principe d'un débarquement en France étant acquis, Staline annonce une offensive stratégique de grande envergure sur le front Est qui permettra d'éviter les transferts de troupes allemandes vers ce nouveau front.
Le nom de code de l'opération rend hommage au prince géorgien Piotr Ivanovitch Bagration, héros de la campagne de Russie en 1812.

### Front de l'Est
Depuis Stalingrad et surtout la bataille de Koursk, les forces soviétiques ont avancé vers l’Europe centrale et repris aux Allemands une partie importante du terrain conquis en 1941 et 1942. En 1944, l'Ukraine est libérée, toute menace directe ou indirecte sur Moscou est écartée. Les troupes de l'Axe ont été repoussées sur leurs lignes de départ sur tout le front sud, en Ukraine particulièrement.
Sur la totalité du front, ainsi que dans la région de la Baltique, les Allemands se retranchent derrière la ligne Panther-Wotan afin de mener une guerre d'usure similaire à la Première Guerre mondiale (ligne Hindenburg). Se rendant compte que la Wehrmacht n'a plus les moyens de mener des offensives stratégiques, Hitler espère ainsi « saigner » l'Armée rouge avant que le débarquement des armées alliées à l'ouest ne crée une menace majeure pour le Reich.
Après les grandes défaites allemandes de l'année 1943, l'Armée rouge cherche à libérer la totalité du territoire soviétique en refoulant les Allemands sur leurs positions de départ et en libérant les territoires occupés depuis 1941.
Pour la quatrième fois, les Soviétiques essaient de détruire le groupe d'armées Centre. Après la contre-offensive d'hiver de 1941, l'opération Mars en 1942, ils échouent une nouvelle fois entre l'automne 1943 et l'hiver 1944 dans les batailles qui ont suivi la bataille de Koursk, la seconde bataille de Kiev et la bataille de Crimée, mais réussissent toutefois à faire reculer la Wehrmacht jusqu'en Biélorussie orientale.

L'ex-propagandiste allemand Paul Carell écrit en 1968 :

« la tâche de libérer la Russie blanche, dit Rokossovski, avait été confiée aux fronts (en russe : фронт) concernés dès l'automne de 1943, lorsque nous avancions vers le Dniepr. Mais l'affaire se révéla impossible, car nous avions subi de trop grosses pertes au cours des batailles de l'été  »

.

### Sur les autres fronts d'Europe
En Italie, la situation empire pour les Allemands. Le mont Cassin est tombé, la ligne Gustav se disloque et la route de Rome s'ouvre aux Alliés. Le second front tant attendu par Staline est ouvert en France depuis le 6 juin 1944, bloquant d’importantes forces et réserves allemandes dans la bataille de Normandie, et privant le Reich de transferts de troupes vers l'est.
La flotte de l'amiral Dönitz, malgré la production accrue de sous-marins, se heurte à la ténacité de la Royal Navy qui protège efficacement les convois de l’Atlantique.
Depuis début 1944, les anglo-américains ont progressivement pris l'ascendant sur la Luftwaffe et les bombardements stratégiques battent leur plein, réduisant le potentiel industriel allemand, immobilisant de l'artillerie et consommant une quantité importante de munitions dont le front de l'est aurait pu profiter.

### Stratégies de l'Axe contre les Alliés
L'objectif allié est de finir la guerre au plus vite, avant Noël 1944. Hitler essaie de temporiser à l’est, réduisant l'avance alliée en France. Il tente aussi de lancer la production des nouvelles armes (Wunderwaffen) pour ensuite engager toutes ses réserves contre les « sous-hommes » de Staline, afin de reconquérir les territoires perdus en 1943 et au début de l'année 1944.
Ce pari audacieux ne tient pas compte de la réalité des moyens dont dispose l'Allemagne à cette époque. En effet, la Luftwaffe, en 1943, n'aligne plus que 500 appareils. Depuis l’été 1943, 22 divisions ont été anéanties, auxquelles il faut ajouter une brigade, huit divisions réduites à 25 % de leurs effectifs et 61 divisions à 50 %.
Certains, dans l'entourage de Hitler, ont alors également envisagé la voie diplomatique avec les Alliés de l'Ouest pour pouvoir mobiliser toutes les forces allemandes contre les Soviétiques. Les promoteurs de cette politique semblent négliger la solidité des accords entre Alliés notamment formalisés par la Déclaration des Nations unies de 1942, et la conférence de Casablanca en 1943.

## Plan soviétique
La carte du front oriental présentait deux larges saillants formant un S inversé. L’un, au nord, était contrôlé par les forces allemandes, tandis que l’autre, conquis à l’automne et à l’hiver précédent, était sous domination soviétique. La position allemande en Biélorussie était assez avantageuse. En effet, elle leur permettait de défendre l’accès à la Prusse-Orientale par la Pologne et de protéger le flanc sud du groupe d’armées Nord, situé dans les États baltes. De plus, cette position permettait aussi aux Allemands de menacer les flancs et les arrières de l’Armée rouge, au sud des marais du Pripiat, interdisant ainsi toute offensive soviétique directe vers Lvov et la frontière hongroise. Cette avancée vers l'ouest mettrait les flancs du groupe d'armées Nord et du groupe d’armées Nord d’Ukraine en danger. Enfin, cette percée impliquerait la destruction du groupe d’armées Centre, ce qui mènerait à terme à l’effondrement complet de l’armée allemande.
Après les offensives soviétiques du printemps, l'OKH (haut commandement de l'armée de terre allemande) supposa que les armées soviétiques attaqueraient au sud et vers le nord, en partant de Tarnopol-Kovel vers Lvov et Lublin, ville polonaise favorable à l’URSS. Ces analyses stratégiques et les concentrations blindées du premier front ukrainien conduisirent les Allemands à masser 80 % de leurs divisions blindées en face du saillant soviétique, avec la ferme intention de résister à tous les assauts et de rendre coup pour coup.
Durant les mois qui précèdent la percée soviétique, les stratèges soviétiques planifient, conformément à l'ordre du jour de la Stavka édicté le 1er avril 1944, une offensive de grande ampleur contre la dernière force allemande organisée et complète, le groupe d'armées Centre, alors positionné pour défendre la Biélorussie et ses abords.
Cependant, malgré de grossières erreurs sur le plan stratégique, les Allemands avaient compris à quel point la défense de la Biélorussie était importante. Ainsi, ils avaient exploité au mieux chaque lac, chaque forêt, chaque marais de la région, pour obtenir finalement un important et redoutable ouvrage défensif. Les Allemands avaient également établi des lignes de défense et des positions fortifiées le long du Prout, du Dniepr, de la Bérézina et du Svislotch, où ils avaient aussi installé d’innombrables systèmes de tranchées, s’appuyant les unes sur les autres. Les premières lignes étaient inclinées par rapport aux suivantes, afin de déstabiliser et de détourner l’offensive ennemie, tout comme des tranchées avancées, pourvues de tunnels de dégagement. Les lignes suivantes s’appuyaient sur le relief et la puissante artillerie laissée en retrait. Les villes et les agglomérations importantes avaient été fortifiées pour servir de point d’appui et soutenir un siège prolongé.
Cependant ce dispositif, bien qu'exceptionnel, avait des failles et de graves faiblesses. Le secteur nord de Vitebsk, point d’articulation du groupe d’armées Nord et du groupe d’armées Centre, était à peine fortifié. Le groupe d’armées Centre lui-même ne disposait d’aucune réserve stratégique depuis le transfert, le 30 mai, du LVI. Panzerkorps du groupe d'armées Centre vers le groupe d'armées Nord-Ukraine censé selon l'OKH encaisser le gros de l'attaque soviétique. Le groupe d'armées Centre perdit ainsi 88 % de ses chars, 50 % de ses canons antichars, 33 % de son artillerie lourde, 23 % de ses canons d'assauts et donc tout espoir de survie face à une offensive soviétique de grande envergure. Le commandement allemand comptait pallier ce problème en prélevant des unités fraîches sur les secteurs calmes du front ou sur la réserve de l’OKH[réf. incomplète]. Le front de Biélorussie était néanmoins dégarni de ses meilleures troupes en raison de l’erreur des services de renseignement de la Wehrmacht. En effet, le commandement soviétique avait permis à l’Armée rouge de masser habilement d’importantes forces en Biélorussie qui, venant du Sud et notamment de Crimée, n'avaient pu être décelées par les Allemands. L’OKW s'accrocha à nouveau à ses idées erronées même lorsque des rapports dignes de foi signalèrent que des forces soviétiques se préparaient à lancer une offensive en Biélorussie.

« On pensait généralement que les Soviets feraient porter leur effort principal sur le front tenu par le groupe d’armées Nord d’Ukraine. »

— Général Kurt von Tippelskirch

### Opération de Maskirovka
Les hauts commandements soviétique et allemand voyaient l'Ukraine occidentale comme une base pour des opérations vers la Pologne ou la Roumanie. Les Soviétiques, conscients que les nazis anticiperaient une telle offensive, lancèrent une vaste campagne de désinformation. Tout d'abord, les Soviétiques placèrent quatre armées de blindés sur l'axe Lvov-Przemyśl et s'arrangèrent pour que les Allemands le sachent. La première offensive de Iași-Chișinău (du 8 avril au 6 juin) se soldant par une défaite soviétique conforta les Allemands dans leurs certitudes.
D'autre part les Soviétiques s'arrangèrent pour que les avions de reconnaissance allemands observent un flux ininterrompu de véhicules vers l'Ukraine occidentale. En réalité, les véhicules rebroussaient chemin pendant la nuit alors que les véritables mouvements des troupes vers la Biélorussie étaient exclusivement effectués de nuit, tous phares et radio éteints. Les armées devaient se cacher dans les bois pendant la journée et à l'aube des avions de reconnaissance soviétiques survolaient les troupes et s'ils voyaient les véhicules, ils larguaient un message intimant aux commandants locaux l’ordre de se camoufler d'urgence.
Toutefois, début juin, le haut commandement allemand et le groupe d'armée Centre identifièrent une grande partie du dispositif adverse, mais considérèrent que l'offensive principale aurait lieu sur le groupe Nord Ukraine. Le 10 juin, l'OKH estime les intentions adverses : « Une attaque contre le groupe Centre en tant qu'opération de soutien de l'offensive globale soviétique doit toujours être considérée. Il doit être tenu compte que l'ennemi est capable d'amasser des réserves telles que la profondeur de la pénétration ne doit pas être sous-estimée au vu du rapport de forces entre les deux camps ». Cette croyance rend le groupe d'armée Centre encore moins préparé à l'attaque soviétique. De plus, le groupe d’armées Centre ne disposait de presque aucune réserve, ce qui rendait sa position militaire encore plus précaire.
Le 19 juin, le groupe Centre remarque que les concentrations soviétiques d'avions n'ont cessé de croître (de 4 500 à 11 000 appareils), mais n'ont toujours pas décelé les réserves stratégiques soviétiques et la 6e armée de la Garde. La même date, trois jours avant le début de l’offensive soviétique, Busch décide de partir en congé. Cette situation rappelle celle à l’ouest lorsque Rommel a décidé de quitter son commandement en Normandie quelques jours avant le début du débarquement des troupes alliées.

### Genèse
Lors de la genèse de l’opération Bagration le 15 avril 1944, il y avait alors quatre options pour les Soviétiques :
1. Une poursuite de l’offensive en Ukraine dont les avantages auraient été de permettre l’occupation des pays alliés de l’Allemagne tels que la Roumanie, la Bulgarie ou la Croatie. Mais cette solution ne permettait pas, en raison de la géographie, l’acheminement rapide de renforts et du ravitaillement nécessaire à cette opération de grande ampleur.
2. Une attaque massive à partir de Lviv vers les Pays baltes qui aurait permis de prendre les groupes d’armées Centre et Nord dans une gigantesque nasse. Mais cette opération aurait demandé plus de 3 000 000 hommes et une puissante logistique. De plus, elle aurait permis aux Allemands de masser leurs réserves mobiles en un seul point plutôt que de la voir fractionnée pour s’opposer à plusieurs axes d’attaque, comme au cours de toutes les offensives précédentes. D'après Jean Lopez, c'est d'ailleurs le plan que les Allemands croient le plus probable au vu des fortes concentrations de blindés de Koniev sur l'axe de Lvov.
3. Une offensive en Finlande avec prise du chemin de fer de Mourmansk puis des débarquements dans les Pays baltes. Mais cette action fut considérée comme trop limitée et hasardeuse, car les U-Boote dominaient toujours la Baltique et les Pays baltes restaient très défendus.
4. Une offensive en Biélorussie avec encerclement du GA Centre par le nord et le sud, option qui sera finalement retenue pour des raisons politiques et militaires : en effet, le saillant permettait une manœuvre en tenaille afin d’éliminer la menace qui pesait sur le nord du front ukrainien. De plus, les réseaux de communications assez denses contribueraient à donner l’élan initial.

Staline et son état-major étaient certains que l’ouverture d’un nouveau front à l’ouest allait accélérer la chute du Reich, il était donc impératif pour eux de conquérir le plus de territoires possibles. De plus, la libération de la Biélorussie, dernière partie de l’URSS encore aux mains des Allemands, permettrait une occupation rapide de la Pologne, voire de Berlin, si la guerre se prolongeait.
Staline se préoccupait beaucoup de la Pologne et, au mois d’avril, s’opposa à Churchill sur l’avenir de ce pays. En effet, il ne reconnaissait pas le gouvernement polonais en exil à Londres ni les partisans (AK) qui s'en réclamaient.
C'est finalement le 30 mai 1944 que, lors d'une réunion de la Stavka, l’on donna à l’opération le nom de « Bagration », du nom du général russe Pierre de Bagration (1765-1812), et comme objectif, la ligne Molodetchno-Stolbtsy (en polonais : Stołpce).

### Décisions opérationnelles
Du 20 au 23 avril, différentes conférences réunirent Staline, Joukov et Vassilievski et, le 28, cinq offensives furent décidées :
1. la première début juin en Finlande
2. la deuxième début juin à nouveau sur l’axe Lviv-Sandomierz
3. la troisième mi-juin, une attaque frontale en Biélorussie
4. une quatrième fin juillet sur l’axe Lublin-Brest-Litovsk
5. une cinquième enfin en août au sud de l’axe Iași-Kichinev

#### Attaque en Biélorussie
L’attaque principale en Biélorussie serait menée au nord par le premier front de la Baltique et au sud par le premier front biélorusse. La défense serait percée en six points :
1. au nord de Vitebsk
2. au sud de Vitebsk
3. au nord d’Orcha
4. à Moguilev
5. au nord de Bobrouïsk
6. au sud de Bobrouïsk

La ligne Molodetchno-Stolsby (Stolpce) devrait être atteinte le 15 juillet, puis la ligne Daugavpils-Grodno un mois plus tard, soit une avance de 600 kilomètres en 51 jours. L’opération devra débuter le 19 ou le 20 juin. Le 20 mai, un nouveau plan vit le jour, issu d’un mémoire du général Antonov. Il prévoyait l’encerclement du GA Centre par une manœuvre en tenaille en direction de Minsk puis une attaque frontale sur la Dvina (Düna), Molodetchno et Stolsby par deux groupes de fronts, avec au nord le groupement A de Joukov, le premier front de la Baltique de Bagramian et le troisième front biélorusse de Tcherniakhovski. Au sud, un groupement B de Vassilievski composé du premier front biélorusse de Rokossovsky et du deuxième front biélorusse de Zakharov.
Les 22 et 23 mai, une nouvelle conférence modifie le plan initial : au nord, le deuxième front de la Baltique doit être en mesure de fixer le groupe d'armées Nord, tandis que le premier front de la Baltique aurait pour mission d'attaquer sur Polotsk et Lepel, assurant ainsi la sécurité du flanc droit du troisième front biélorusse, qui devrait prendre Vitebsk et Orcha, puis progresser vers le sud-ouest pour contribuer à l'encerclement des forces allemandes à l’est de Minsk. Afin de donner au général Tcherniakhovski l’occasion d’accomplir cette mission, la Stavka lui attribua la 5e armée blindée de la garde, unité d’élite sous le commandement de Pavel Rotmistrov.
Au sud, le deuxième front biélorusse tiendrait en respect l’ennemi à Moguilev. Pour assurer son flanc sud, Rokossovsky obtint les 61e, 10e et 47e armées au sud du saillant.

#### Plan définitif
Les Soviétiques, ayant achevé la libération de l'Ukraine au printemps, souhaitent la poursuite des opérations en Pologne ; dans cette perspective, reprendre l’offensive en direction de Lviv, et momentanément dans Kovel constitue la suite logique des résultats du printemps. Cependant, ils préfèrent déclencher leur offensive à partir de l’échelon le plus oriental de leur front, tout comme les Allemands l’avaient fait en 1942. Ils préconisent une attaque en Russie Blanche (l'historien militaire allemand Paul Carell parle d'ailleurs d'« opération Russie blanche »), là où les Allemands détiennent des positions solidement défendues. Ce choix était bien calculé, le secteur nord étant moins avancé, les communications des armées soviétiques y étaient mieux développées et plus performantes pour donner à leur attaque un important élan initial.
De plus, puisque ce secteur s’était révélé très puissamment fortifié en 1943, il était peu probable que les Allemands y envoient des renforts au détriment des autres fronts et secteurs, surtout vis-à-vis de la position la plus précaire, entre Kovel et les Carpates. La partie principale du secteur nord avait résisté aux attaques des armées soviétiques de l’automne et de l’hiver, mais ces dernières avaient réussi à enfoncer deux coins près de Vitebsk et de Jlobine, qui pouvaient servir de point de départ pour une action de levier.
Pour compléter le tout, l’ennemi une fois en fuite, il serait plus facile d’effectuer une forte pression sur les arrières allemands à partir du saillant de Kovel. Dans ce saillant, les armées soviétiques se trouvaient à l’extrémité ouest des marais du Pripet qui coupaient en deux les armées allemandes. Fin mai, le plan soviétique était pratiquement prêt. Il prévoyait une offensive simultanée contre Vitebsk, Orcha, Moghilev et Bobrouïsk, villes clés du dispositif défensif allemand de la ligne Vaterland. Ces positions étaient évidemment destinées à être percées à tout prix au moyen d’une série d’attaques concentrées et massives, jusqu’à l’effondrement du dispositif allemand. Les forces allemandes des secteurs de Vitebsk et de Bobrouïsk seraient encerclées et annihilées, afin d’ouvrir une brèche au sein du saillant biélorusse. Ensuite, le dispositif de l'Armée rouge se porterait au cœur même du saillant avec pour objectif l'encerclement des armées germaniques stationnées sur Minsk.
Le plan définitif est adopté le 31 mai 1944, à l'issue de vastes consultations durant lesquelles l'ensemble des commandants en poste sur le front donnent leur avis. Joukov et Vassilievski auraient la lourde responsabilité de coordonner les différents fronts, Joukov à l’aile méridionale et Vassilievski à l’aile septentrionale. Le plan du premier objectif ; la progression sur la ligne Molodetchno-Stolbsty est communiqué aux chefs des fronts et le 15 juin presque tous les préparatifs opérationnels sont achevés, mais les retards dans l'acheminement de certaines grandes unités (5e armée de la Garde) obligeront la Stavka à reculer la date de l'offensive prévue le 18 juin au 22 juin (date anniversaire de l'opération Barbarossa qui est donc un hasard et non une date délibérée).

## Ordre de bataille

### Wehrmacht
- groupe d'armées Centre (maréchal Ernst Busch jusqu'au 28 juin ; puis maréchal Walter Model)
  - 6° Luftflotte (général Robert Ritter von Greim) : 458 avions
  - IIIe armée blindée Panzer (colonel-général Georg-Hans Reinhardt)
    - IXe corps (général Rolf Wuthmann) : 1 DI, 1 Korps-Abteilung (KAbt) & 1 BStuG
    - LIIIe corps (général Friedrich Gollwitzer) : 2 DI & 2 DI Lw
    - VIe corps (général Georg Pfeiffer jusqu'au 28 juin) : 3 DI & 1 BStuG
    - Réserve d'armée : 1 DI & 1 DSécurité
    - Réserve de HG : 14e division d'infanterie

  - IVe armée allemande (général Kurt von Tippelskirch)
    - XXVIIe corps (général Paul Völckers) : 1 DI, 1 PzGD & 1 DI d'assaut
    - XXXIXe corps blindé (Panzer) (général Robert Martinek jusqu'au 28 juin ; puis général Otto Schünemann au 29 juin) : 4 DI
    - XIIe corps d'armée allemand (général Vincenz Müller) : 2 DI & 1 PzGD
    - Réserve : Panzergrenadier-Division Feldherrnhalle, 286e division de sécurité & 2 BStuG

  - IXe armée allemande (général Hans Jordan au 27 juin ; puis général Nikolaus von Vormann)
    - XXXVe corps d'armée allemand (général Kurt-Jürgen Freiherr von Lützow) : 5 DI
    - XXXXIe corps de blindés (Panzer) (général Edmund Hoffmeister) : 3 DI
    - LVe corps d'armée allemand (général Friedrich Herrlein) : 2 DI
    - Réserve : XXe division blindée (Panzer), 707e division d'infanterie allemande & 1 BStuG

  - IIe armée allemande (colonel-général Walter Weiss)
    - XXXIIIe corps d'armée allemand (général Otto Tieman) : 1 DI & 1 DSécurité
    - XXe corps d'armée allemand (général Gustav Rudolf Von Roman) : 1 BCav & 1 KAbt
    - VIIIe corps d'armée allemand (général Gustav Hoehne) : 1 DI, 1 DI hongroise & 1 DChasseur (Jäger)
    - 8e corps d'armée hongrois (général Jénö Bor) : 1 DI & 1 DCav
    - Réserve d'armée : 1 DCav Hongroise & 1 BCav Allemande

La 2e armée n'était pas concernée par la première et la seconde phase de la défense allemande, ayant été positionnée au sud de l'axe principal des opérations soviétiques en face de la zone des marais du Pripet.

### Armée rouge
Deux représentants spéciaux de la Stavka furent nommés pour coordonner les opérations des fronts impliqués : Alexandre Vassilievski et Gueorgui Joukov.
- Premier front de la Baltique (général Hovhannes Bagramian)
  - 4e armée de choc (général Malischev (en)) : 2 CA : 5 DI
  - 6e armée de la Garde (général Tchistiakov) : 4 CA : 11 DI + 2 BB, 2 RB & 2 RCA
  - 43e armée (général Beloborodov (en)) : 3 CA : 7 DI + 3 BB
  - Réserve du front : 1er corps blindé (ru)
  - 3e armée aérienne (en) : 1 corps aérien regroupant 7 divisions aériennes : 902 avions
- Troisième front biélorusse (général Ivan Tcherniakhovski) : 5e corps d'artillerie
  - 11e armée de la Garde (général Kouzma Galitski (en)) : 3 CA : 9 DI, 1 DARTG (LR) + 1 BCA & 1 RCA
  - 5e armée (général Krilov) : 3 CA : 9 DI + 2 BB & 5 RCA
  - 39e armée (général Ivan Lioudnikov) : 2 CA : 7 DI + 1 BB & 2 RCA
  - 31e armée (général Vassili Glagolev (en)) : 3 CA : 8 DI + 1 BB, 1 BCA & 5 RCA
  - 5e armée blindée de la Garde (général Pavel Rotmistrov) : 2 CB, 1 CMG & 1 CCAVG + 3e DARTG (LR), 1 RBG & 1 RCA
  - 1re armée aérienne : 5 corps aériens regroupant 15 divisions aériennes : 1 864 avions
  - Groupe de cavalerie mécanisé sous commandement du lieutenant-général Nikolaï Oslikovsky : 3e corps de cavalerie de la Garde & 3e corps mécanisé de la Garde
- Deuxième front biélorusse (colonel-général Gueorgui Zakharov)
  - 33e armée (lieutenant-général Vassili Kriouchenkine (en)) : 3 DI + 1 région fortifiée
  - 49e armée (lieutenant-général Ivan Grichine) : 4 CA : 11 DI + 2 BB & 3 BCA
  - 50e armée (en) (lieutenant-général Ivan Boldine) : 3 CA : 7 DI + 3 RCA
  - Réserve du front : 2 BB & 1 RCA
  - 4e armée aérienne regroupant 5 divisions aériennes : 528 avions
- Premier front biélorusse (général Konstantin Rokossovski)
  - 3e armée (général Alexandre Gorbatov) : 5 CA : 13 DI, 1 DARTG (LR) + 1 CB, 4 RB & 10 RCA
  - 48e armée (général Romanenko) : 3 CA + 1 RF : 9 DI, 1 DART + 2 RCA
  - 28e armée (général Louchinski) : 3 CA + 3 RF : 9 DI, 2 DART + 1 RBG, 7 RCA & 3 RB (fin juin)
  - 65e armée (général Pavel Batov) : 2 CA : 8 DI, 1 DART & 1 CB, 1 RB, 3 BCA & 5 RCA
  - Réserve du front : 2e (ru) & 7e CCAVG (en), 9e CB & 1er CBG & 4e corps d'artillerie
  - 16e armée aérienne & 6e armée aérienne : 5 corps aériens regroupant 14 divisions aériennes : 2 033 avions
  - Groupe de cavalerie mécanisée sous commandement du général Issa Pliev : le 1er corps mécanisé, le 4e corps de cavalerie de la Garde
  - 8e armée de la Garde (lieutenant-général Vassili Tchouïkov) : 3 CA : 9 DI
  - 61e armée (général Markian Popov) : 2 CA : 6 DI
  - 70e armée (général Vassili Popov) : 2 CA : 4 DI
  - 47e armée (général Nikolaï Goussev) : 3 CA : 10 DI + 1 BB, 2 RB & 3 RCA
  - 69e armée (général Vladimir Kolpakchi) : 3 CA : 9 DI + 1 BB & 3 RCA
  - 1re armée polonaise (général Zygmunt Berling) : 1 CA : 4 DI + 1 BB
  - Ces 6 dernières armées ne sont pas impliqués dans les opérations de juin-début juillet contre le HG Mitte; elles vont empêcher le transfert d'unité vers le HG Mitte pour les 61e & 29e armées puis participer aux opérations contre le HG Nord Ukraine pour la prise de Kovel en direction de Brest-Livtosk à partir de la mi-juillet.
- Premier front ukrainien (maréchal Ivan Koniev)
  - 3e armée de la Garde (général Vassili Gordov) : 4 CA : 12 DI, 1 DART + 1 BB, 1 RB & 1 RCA
  - 13e armée (général Nikolaï Poukhov) : 3 CA : 9 DI, 1 DART + 1 RB & 1 RCA
  - 60e armée (général Pavel Kourotchkine) : 4 CA : 10 DI & 1 DART + 1 RB & 2 RCA
  - 38e armée (général Kirill Moskalenko) : 3 CA : 10 DI & 1 DART+ 1 RB & 2 RCA
  - 1re armée de la Garde (général Andreï Gretchko) : 4 CA : 12 DI + 1 CB & 1 RB
  - 18e armée (général Evgueni Jouravlev) : 3 CA : 9 DI + 1 RCA
  - 1re armée blindée de la Garde (général Mikhaïl Katoukov) : 1 CB, 1 CM + 2 BB & 1 RB
  - 3e armée blindée de la Garde (général Pavel Rybalko) : 2 CB, 1CM + 1 BB, 5 RB & 5 RCA
  - 4e armée blindée (général Dmitri Leliouchenko) : 1 CB, 1 CM + 1 BB, 1 RB & 3 RCA
  - 5e armée de la Garde (général Alekseï Jadov) : 3 CA : 9 DI
  - 1er corps mécanisé de cavalerie (général Viktor Baranov) : 1er CCAVG & 25e CB + 2 RB & 3 RCA
  - 2e corps mécanisé de cavalerie (général Sergueï Sokolov) : 6e CCAVG & 31e CB + 3 RB & 3 RCA
  - Réserve de front : 1 CA : 3 DI + 1 RB
  - 2e armée aérienne (général Krassovski) : 9 corps aérien regroupant 28 divisions aériennes : 3 246 avions.

Le premier front biélorusse était particulièrement important et comprenait plusieurs unités qui furent seulement engagées pendant l’offensive suivante offensive Lublin-Brest-Litovsk.

## Survol des opérations

### Déclenchement
L'assaut sera subi par le groupe d’armées Centre, commandé par Busch qui remplace von Kluge, blessé dans un accident de voiture. Bien que l’offensive d’hiver soviétique n'ait pas réussi à percer les défenses dans le secteur, les Allemands sont conscients qu’il s’en était fallu de peu et qu’un nouvel assaut en été, où les conditions seraient favorables à l’attaquant, verrait leurs défenses percées. Dans l’attente de l’assaut, Busch avait voulu se replier sur la ligne historique de la Bérézina, 145 kilomètres en arrière du front, ce qui suscite les réserves de ses subordonnés. Ce repli aurait sûrement déstabilisé l’offensive soviétique ; mais c’était contraire aux principes de Hitler et celui-ci ne voulut rien entendre. Busch disposait de 800 000 hommes répartis en 63 divisions avec 900 chars, 10 000 pièces d’artillerie et 1 300 avions. Ses forces incluaient (du nord au sud) la IIIe armée Panzer du général Georg-Hans Reinhardt, la IVe armée de Tippelskirch (qui a remplacé Heinrici) et la IXe armée de Hans Jordan. À cela s’ajoutait la deuxième armée de Walter Weiss. 
L’opération Bagration est déclenchée le matin du 22 juin 1944, après une grosse opération réussie des partisans soviétiques (particulièrement puissants en Biélorussie) dans la nuit du 19 au 20 pour paralyser la logistique allemande par la destruction de ponts, de rails et de trains. Elle débute par un puissant barrage d’artillerie de plus de trois heures, alternant l'ensemble des moyens et des méthodes de feux à disposition des Soviétiques, et un bombardement aérien massif. Les premières et deuxièmes lignes des armées allemandes sont écrasées. Toute la première partie de l'offensive est facilitée par la tactique de défense rigide du Führer, qui interdisait tout repli.
Selon une tactique éprouvée, les Soviétiques lancent des reconnaissances en force, destinées à désorganiser les positions allemandes, obliger les unités d'artillerie à changer de position, prendre le contrôle de positions essentielles pour l'offensive du lendemain. Ces reconnaissances en force sont appuyées et guidées par les puissants groupes de partisans opérant sur les arrières allemands. Pourtant les Allemands croient toujours que l'attaque principale va se dérouler en Ukraine et négligent l’attaque soviétique.

### Premiers jours
Joseph Goebbels, le ministre de la propagande, écrit dans son journal le 24 juin que la ligne allemande tient le coup face à l'avancée soviétique.
En réalité seul Tippelskirch, à la tête de la IVe armée au centre du dispositif allemand, a pu amortir le choc grâce à un repli clandestin de faible envergure depuis ses positions avancées jusqu’au cours supérieur du Dniepr. Ce qui le laissera exposé quand les Soviétiques réussiront leurs attaques en concentrant leurs efforts sur l’exploitation des saillants situés sur chaque flanc. 
Sur le flanc nord, Les forces soviétiques du troisième front de la Baltique et des éléments du 1er s'avancèrent le 24 pour encercler Vitebsk et la IIIe armée Panzer. Ils attaquèrent aussi Orsha (Orha) et Moghilev (Mohilev). Le 25, Vitebsk est pris en tenaille entre les avances convergentes du général Bagramian du côté de Polotsk, et de Tcherniakhovski vers Orcha. Comme l’a écrit le général Tippelskirch :

« L’attaque au nord-ouest de Vitebsk était inquiétante ; elle nous prenait complètement par surprise, à la différence de ce qui se passait sur le reste du front, et frappait un endroit particulièrement faible de la partie la plus importante de nos lignes. »

— Général Tippelkirsch
La manœuvre encercle les 5 divisions de la IIIe armée allemande, pendant que les forces du 2e front biélorusse dégagèrent Mohilev, obligeant la IVe armée à se replier. Le 26, les forces soviétiques du 1er front de la Baltiquepénétrèrent les défenses de Vitebsk, détruisant les forces encerclées de la IIIe armée malgré une contre-attaque désespérée rapidement organisée dans la nuit par les Allemands pour se dégager où ils laissent 28 000 hommes sur le terrain pour le maigre résultat de permettre la fuite de 8 000 hommes qui furent rattrapés et détruits peu après. Les Allemands y laissèrent 20 000 tués et 10 000 prisonniers, ainsi qu'une grande brèche ouverte dans les lignes de la IIIe armée Panzer. Leur défaite les avait chassés de la position clé qu’ils occupaient sur le flanc gauche du GA Centre, tandis que le gros de la 1re armée de la Baltique traversait sans s’arrêter la Dvina occidentale et prenait Lepel.
Le 26 également, Orcha et Moghilev étaient prises par les troupes soviétiques des 2e et 3e fronts biélorusses. De plus, la brèche dans l’armée allemande ouvrit la route à toute une armée blindée qui avança vers le sud, coupant la route Moscou-Minsk, en attaquant Borissov le 28, et menaçant les arrières de la IVe armée allemande qui avait résisté à la pression frontale de Zakharov. Ce dernier, à la tête du 2e front de Biélorussie, attaqua en direction de Mohilev, et perça le premier jour de l’offensive. Malgré le solide dispositif défensif allemand appuyé sur la Pronia, la Bossia, la Resta et le Dniepr, leurs lignes furent entièrement enfoncées et la ville, clé du dispositif allemand, tomba le 28.
Pendant ce temps, la IXe armée allemande qui tenait la droite de Tippelskirch sur l’autre flanc, au nord des marais du Pripet, subissait l'assaut du 1er front biélorusse commandé par Rokossovski. L'objectif soviétique était d’encercler Babrouïsk, la IXe armée et 40 000 hommes du XLIe corps Panzer. Après avoir percé le front près de Jlobine, qui tomba le quatrième jour (le 26), l'Armée rouge traversa la Bérézina et contourna Bobrouïsk. Malgré une défense allemande acharnée et obstinée, les mâchoires se refermèrent sur la ville le 27, enfermant cinq divisions de la IXe armée. Comme à Vitebsk, les allemands échouent à dégager les troupes encerclées, qui sont liquidées en seulement deux jours. L'arrivée en renfort de troupes de la Ve division Panzer à Minsk ne changea rien.
Bientôt, la IVe armée se trouva débordée par le nord, et isolée de la IIIe armée blindée (largement détruite), par Tcherniakhovski qui avait franchi la Bérézina le 28 et libéré Borissov le 30.
L’aviation fut très active lors de cette première partie de la campagne. Le 28, 526 avions attaquèrent durant 1 h 30 les restes de l’armée allemande. Chars et matériels flambaient, les soldats démoralisés quittaient leur unité et s’éparpillaient dans les forêts. Certains essayaient même de traverser la Bérézina à la nage, mais ils furent massacrés à bout portant par les canonnières et les forces côtières de la flottille du Dniepr. Les Soviétiques firent 24 000 prisonniers et, le 29, les dernières poches de résistance furent annihilées.
Le gros du 1er front de Biélorussie avança à marche forcée vers la ligne Ossipovitchi-Ouretchié-Liouban, repoussant au passage de violentes contre-attaques lancées par deux divisions de Panzer qui arrivaient respectivement des États baltes et d’Ukraine occidentale. L'avancée soviétique se révèle irrésistible.

### Projets pour juillet
Les six premiers jours de la campagne avaient donc été particulièrement néfastes pour les armées allemandes. Leurs flancs étaient en déroute à Vitebsk et à Bobruisk, dix divisions avaient été annihilées, leur front réduit en pièces en Biélorussie et l'armée Rouge avait avancé par endroits de 100 à 150 km. Le GA Centre faisait retraite vers l’ouest et toutes les tentatives de l’OKW pour établir une ligne de défense sur la Bérézina échouèrent. Le 28 juin, le commandement du groupe d’armées Centre est retiré au Feldmarschall Ernst Busch, et donné au Feldmarschall Walter Model, qui conserve également le commandement du groupe d’armées Nord d’Ukraine et commande donc deux groupes d’armées. Il prit immédiatement des mesures énergiques pour rétablir la situation, en détachant un certain nombre de ses divisions Panzer d'Ukraine vers la Biélorussie. Alors même que la bataille de Normandie battait son plein, ils rappelèrent des troupes d’Europe occupée, d’Allemagne et des secteurs calmes du front de l'est pour tenir à tout prix.
Le 29, les avant-gardes de l’Armée rouge n'étaient plus qu’à une centaine de kilomètres de Minsk, tandis que le gros des forces de la Wehrmacht, alors en repli, en étaient parfois distantes de 130 à 150 km. Enfin, les troupes allemandes n’arrivaient pas à rompre le contact avec les unités soviétiques. Le moment était donc venu de lancer une nouvelle offensive pour encercler et liquider la IVe armée.
La Stavka avait en conséquence donné de nouveaux ordres concernant la tenue d’une nouvelle offensive sur les différents fronts. Les 1er et 3e fronts de Biélorussie devaient foncer sur Minsk et, une fois arrivés, aider le 2e front de Biélorussie à cerner et détruire la IVe armée allemande autour de la ville. En même temps, le 1er front de la Baltique et les éléments encore disponibles des 1er et 3e fronts de Biélorussie poursuivraient à l’ouest, vers Chiaouliai (Schaulen), Kaunas (Kowno) et Varsovie, de façon à établir une sorte de front extérieur, au-delà de la poche encerclée, et à détruire les réserves allemandes lors de leur arrivée.

## Opérations

### Sabotages sur les arrières du GA Centre allemand
Du 19 au 20 juin, les partisans déclenchèrent une campagne de sabotages sur les arrières du groupe d'armées Centre.

« Les partisans jouèrent le premier acte. Dans la nuit du 19 au 20 juin 1944, l'arrière du front allemand fut l'objet de sabotages d'une envergure sans précédent. Le matin du 20, quinze mille explosions paralysèrent toutes les communications ferroviaires du Dniepr à l'ouest de Minsk. Tous les ponts importants sautèrent dans la nuit. À certains endroits, le ravitaillement fut bloqué pendant plus de 24 h … l'ensemble des transports du groupe d'armées Centre fut comme frappé à mort. »

— Paul Carell, 1970, p. 253.
Les opérations de sabotages des partisans vont s’intensifier à quelques jours du début de l’opération Bagration. Le 20 juin 1944, les partisans vont détruire 40 000 rails de chemin de fer ainsi que faire dérailler 147 trains. Cette opération permet aux Soviétiques d’arrêter entièrement le trafic dans certains endroits du front qui vont être ciblés par les troupes soviétiques.
Non contents de multiplier les attaques contre les troupes d'occupation allemandes, les partisans exercent également des tâches d'observation avancée pour l'aviation soviétique durant la phase préparatoire de bombardements intensifs sur les positions allemandes, puis guident les unités soviétiques dans les forêts biélorusses.

### Première phase

#### Engagement
L'opération Bagration débute le 22 juin 1944, anniversaire de l'invasion allemande de 1941, par des tentatives de percées permettant de tester les lignes allemandes. L'offensive principale commence tôt le matin du 23 juin par une préparation d'artillerie d'une intensité jamais connue contre les défenses allemandes. Pendant plusieurs heures, quelques secteurs allemands sont en danger d'être désintégrés. La première phase des opérations en profondeur envisageait des ruptures à travers les défenses avancées allemandes.
Une fois réussies ces offensives tactiques, des troupes de réserve fraîches exploitent les brèches en profondeur dans le front ennemi, utilisant de puissantes formations mécanisées et blindées pour encercler les concentrations ennemies à l'échelle d'un groupe d'armées.
L'assaut est effectué selon de nouvelles méthodes et est mené de manière coordonnée : les chars de déminage en avant, les chars lourds cent mètres derrière, puis les bataillons d'assaut, appuyés par de l'artillerie légère. Constituant une masse de 1,5 km de profondeur, ces groupements interarmes assurent un feu continu qui rend très complexe la défense sur place et permettent de menacer rapidement la position de repli.

#### Offensive Vitebsk-Orcha
Les Soviétiques réussissent du premier coup à percer l'aile gauche du groupe d'armées Centre, dans le secteur de la IIIe armée blindée allemande.
Dans le Nord, le 1er front de la Baltique et le 3e front de Biélorussie attaquèrent les positions de la IIIe armée blindée et le flanc nord de la IVe armée allemande.
Au nord, le 1er front de la Baltique bouscula le IXe corps d'armée allemand sur la Dvina (ou Duna), encerclant le LIIIe corps d'armée allemand dans la ville de Vitebsk le 25 juin. Au sud, le 3e front de Biélorussie repoussa et brisa le IVe corps d'armée allemand. Vitebsk fut pris le 27 juin, la totalité du LIIIe corps de 30 000 hommes était détruite.
Le 3e front biélorusse ouvrit simultanément les opérations contre la IVe armée allemande et le XXIVe corps d'armée allemand qui tenait Orcha et la route principale Moscou-Minsk. Malgré une défense allemande acharnée, Orcha fut libérée le 26 juin et les forces mécanisées du 3e front biélorusse purent pénétrer loin sur les arrières allemands, atteignant la rivière Bérézina le 28 juin.

#### Offensive Mohilev
L'objectif principal de l'offensive Mohilev (ou Mogilev) et du 2e front de Biélorussie était de clouer la majeure partie de la IVe armée allemande en l'encerclant pendant le développement des offensives Vitebsk-Orsha et Bobruisk. Les unités du 2e front attaquèrent le 23 juin, avec pour objectif la traversée du fleuve Dniepr entre les deux plus puissants groupes d'armées du Centre, le XXXIXe corps blindé (Panzerkorps) et le XIIe corps allemand.
Le Dniepr fut traversé par la 49e armée soviétique le 27 juin. Le 28, elle avait encerclé et pris la ville de Mohilev, où se trouvait le Panzer Regiment Feldherrnhalle, stationné en arrière de la bourgade, pour se réorganiser. Le XXXIXe Panzerkorps et le XIIe corps allemands commencèrent à reculer vers la rivière Bérézina sous une violente attaque aérienne, retraite qui les conduisit à un piège.

#### Offensive Bobrouïsk
L'offensive Bobrouïsk contre la IXe armée allemande, sur le flanc sud du groupe d'armées Centre, fut ouverte par le 1er front de Biélorussie le 23 juin, mais subit de lourdes pertes en tentant de pénétrer les défenses allemandes : ces unités fraîches furent décimées dès leur arrivée en Biélorussie et plus de 70 000 soldats furent tués ou faits prisonniers. Rokossovsky ordonna un bombardement supplémentaire et une autre préparation d'artillerie, avant de lancer d'autres attaques le jour suivant.
La 3e armée soviétique perça à travers le Nord du secteur, piégeant le XXXVe corps allemand contre la Bérézina. La 65e armée soviétique traverse le XLIe corps de Panzers au sud le 27 juin, les deux corps allemands étaient encerclés dans une poche à l'est de Bobruisk et pris sous un bombardement aérien continu.
Quelques éléments de la IXe armée allemande essayèrent de percer l'encerclement de Bobruisk le 28 juin, mais rien n’y fit : les forces du 1er front de Biélorussie libérèrent Bobruisk le 29 juin après de violents combats de rues. Borissov avait été prise le 30 juin par des éléments du 3e front biélorusse, obligeant la VIIIe armée à faire retraite, libérant ainsi la route de Minsk. Le groupe d’armées Centre reculait toujours, poursuivi par l'armée soviétique. Conformément aux ordres de la Stavka, les unités rapides des 1er et 3e fronts de Biélorussie fonçaient à toute allure sur Minsk, respectivement par le nord et par le sud. Confrontés à des poussées convergentes, les Allemands firent tout pour sortir de la nasse le plus vite possible. Mais ils ne parvinrent pas à éloigner la menace d’un encerclement. L’offensive énergique et puissante du 2e front de Biélorussie éparpilla et décima les forces allemandes en retraite.
Pendant ce temps, l’aviation soviétique attaquait les concentrations allemandes et détruisait les ponts et les bacs qui auraient pu aider les Allemands à franchir rivières et plans d'eau. Peu à peu, l’OKH perdit tout contrôle sur la IVe armée. Sans ralentir un seul instant, les innombrables forces soviétiques, galvanisées par leur victoire, fonçaient au cœur même du dispositif allemand. Le 2 juillet, les éléments mobiles de Rokossovsky atteignirent Stowbtsy, 65 kilomètres à l’ouest du grand centre de communication de Minsk, coupant ainsi la voie ferrée menant à Varsovie.
L’exploitation de plus en plus habile de l’espace par les Soviétiques déjoua toutes les tentatives allemandes de contre-attaques menées dans l'espoir de stopper cette avance foudroyante qui avait fait progresser les Soviétiques de 250 kilomètres en une semaine. De grandes quantités d’infanterie motorisée avançaient à l’arrière des chars et appliquaient au mieux la doctrine soviétique des opérations en profondeur. De leur côté, les forces de Tcherniakhovski, parties du Nord-Est, convergeaient sur Minsk tout en menaçant la route de Vilna. Entre ces deux pointes blindées, les troupes des réserves motorisées de Rotmistrov s’engouffrèrent par la route Moscou-Minsk et firent leur entrée à Minsk le 3, après avoir parcouru près de 130 kilomètres au cours des deux jours précédents. Ils avaient ainsi refermé la tenaille sur les 100 000 hommes de la IVe armée, qui se trouvait prise au piège dans les forêts à l’est de la ville.

### Seconde phase: offensive stratégique contre le groupe d'armées Centre
La seconde phase de l'opération Bagration comporte, dans sa planification, l'objectif le plus important, politiquement et symboliquement, de la campagne : la reconquête de Minsk, capitale de la RSS de Biélorussie. Elle acheva également l'encerclement et la destruction à grande échelle, commencé lors de la première phase, du groupe d'armées Centre allemand.
La seconde phase voit l'arrivée au commandement du groupe d'armées Centre, très lourdement éprouvé, de Walther Model. En effet, celui-ci prend en charge la responsabilité des opérations à partir du 28 juin, en milieu de journée,.

#### Offensive Minsk
Du 28 juin, l'unité d'exploitation du 3e front de Biélorussie, la 5e armée blindée de la Garde et un groupe rattaché de cavalerie mécanisée, commencèrent à pousser sur les ponts sécurisés de la Bérézina, suivis par la 11e armée de la Garde.
Dans le Sud, les forces d'exploitation du 1er front de Biélorussie commencèrent à fermer la mâchoire inférieure du piège, autour de la IVe armée allemande. Les Allemands précipitèrent la 5e Panzerdivision en Biélorussie pour couvrir les approches de Minsk, tandis que les unités de la IVe armée commençaient à se retirer par les ponts de la Bérézina où ils étaient frappés par de lourds bombardements aériens. Après avoir forcé le passage de la Bérézina, les forces soviétiques se rapprochèrent de Minsk. Le 2e corps blindé de la Garde fut le premier à percer dans la ville aux premières heures du 3 juillet. Les combats atteignirent le centre qui fut finalement nettoyé des arrière-gardes allemandes le lendemain. La 5e armée blindée de la Garde soviétique et la 65e armée soviétique achevèrent l'encerclement par l'ouest de Minsk, piégeant la totalité de la IVe armée allemande et des restes importants de la IXe armée allemande.
Dans les jours suivants, la poche à l'est de Minsk est rapidement réduite : une partie seulement des 100 000 hommes de troupe qui s'y trouvent est en mesure de s'échapper. À l'issue de cette manœuvre, Minsk, première grande ville soviétique occupée, est libérée et le groupe d'armées du Centre complètement détruit.

#### Offensive Polotsk
L'offensive Polotsk avait le double objectif de prendre, bien sûr, Polotsk elle-même, mais aussi de passer au peigne le flanc nord de l'offensive de Minsk contre une possible contre-offensive du groupe d'armées Nord.
Le premier front de la Baltique poursuivit avec succès les restes en retraite de la 3e Panzer Armee vers Polotsk qui fut atteinte le 1er juillet. Les forces allemandes tentèrent de s'organiser en défensive utilisant des unités d'arrière-garde et quelques divisions transférées en urgence du groupe d'armées Nord.
Des unités du 1er front de la Baltique, la 4e armée de choc soviétique et la 6e armée de la Garde ouvrirent leur route en combattant vers la ville pendant plusieurs jours. Elles éliminèrent avec succès les forces allemandes le 4 juillet.

#### Libération complète de la Biélorussie
À la mi-juillet, les forces soviétiques avaient entièrement expulsé les Allemands de Biélorussie, et occupé la partie nord-est de la Pologne. Les éléments de pointe étaient alors à la porte de la Prusse-Orientale et avaient pénétré profondément en Lituanie. À cet endroit, ils étaient 300 km en arrière du groupe d’armées Nord allemand qui défendait encore les Pays baltes.

### Troisième phase: offensive stratégique vers le nord

#### Objectif Baltique
Avant même la destruction de la poche de Minsk, la Stavka avait désigné de nouveaux objectifs à ses fronts : le 1er de la Baltique porterait l’essentiel de son effort en direction de Kaunas, tout en lançant des attaques secondaires en direction de Panevejis et de Chiaouliai (Siauliai). Le 2e de Biélorussie avancerait sur Bialystok, le 3e toujours de Biélorussie, suivrait l’axe de Vilna pour atteindre le Niémen et établir une série de têtes de pont sur sa rive occidentale. Enfin, l’aile droite du 1er front de Biélorussie marcherait sur Baranovitchi et Brest-Litovsk, et franchirait le Boug occidental. En dix jours, la poche de Minsk fut anéantie et les Allemands y perdirent 105 000 hommes, dont seulement 35 000 prisonniers.
Guderian écrira : « Le groupe d'armées Centre était liquidé. Nous avons subi des pertes effroyables – environ 25 divisions. Toutes les forces disponibles étaient employées à tenter de colmater le front qui se désintégrait »[réf. nécessaire].

#### Offensive Siauliai
Le 4 juillet, après la prise de Minsk, Polotsk fut prise par les forces du premier front de la Baltique, qui poursuivit son inexorable avance vers l’ouest. Le 5 juillet, les Soviétiques attaquèrent les 100 000 hommes des IXe et IVe armées encerclées. Kovel fut prise par les armées soviétiques le 6, tout comme Svir au sud-ouest de Minsk. Le 7, les IXe et IVe armées furent entièrement détruites.
À l’ouest de Minsk, les Allemands en retraite opposèrent une résistance momentanée mais sans aucune ligne de défense naturelle ni assez d’hommes pour couvrir un front qui s’élargissait au fur et à mesure de la pénétration soviétique. L'Armée rouge avait toujours la place suffisante pour contourner les villes auxquelles l’ennemi s’accrochait.
La carte présentait une avance en forme de demi-cercle d’où partaient des pointes dirigées vers Dvinsk, Vilna, Grodno, Bialystok et Brest-Litovsk. Les forces soviétiques n'avaient pas cessé de harceler les forces du groupe d’armées Centre. Elles avaient ainsi progressé de 200 à 300 kilomètres et combattaient maintenant aux portes de Daugavpils, de Vilna et de Baranovitchi. Vilna fut atteinte le 9 et prise le 13 après que les forces mobiles soviétiques l’aient dépassée des deux côtés. Le même jour, les Soviétiques atteignaient Grodno.
Le 9, les Soviétiques du troisième front biélorusse prirent Lida, près de Grodno. Le 10, ce fut le tour de Slonim au terme d’une offensive lancée par Ieremenko. Le même jour, Hitler ordonna au groupe d’armées Nord et au groupe d’armées Centre de tenir leurs positions. L’Armée rouge avait ouvert dans les lignes allemandes une gigantesque brèche de plus de 400 kilomètres de large, par où s'engouffraient ses troupes pour libérer des territoires depuis longtemps sous la botte nazie.

#### Offensive Vilnius
L'offensive de Vilna fut menée par des unités du troisième front biélorusse à la suite de leur reconstitution d'effectifs après l'offensive de Minsk. Elles s'opposèrent aux restes de la 3e Panzer Armee et 4e armée allemande.
Les unités de la 4e armée et la 5e Panzerdivision tentèrent de tenir la jonction clef du rail de Molodetchno mais il fut pris par des unités des 11e armée, 5e armée blindée de la Garde et 3e corps de cavalerie de la Garde le 5 juillet. Les forces allemandes continuèrent leur retraite précipitée et les forces soviétiques atteignirent Vilnius tenue par des unités de la 3e Panzer Armee le 7 juillet 1944.
Le 8 juillet, la ville était encerclée, emprisonnant la garnison qui s'était vue intimer l'ordre de tenir « à tout prix ». Les forces soviétiques poursuivirent le combat dans la ville avec des affrontements intenses rue par rue, aux côtés de l'Armia Krajowa polonaise engagée dans l'opération Ostra Brama. Le 12 juillet, la 6e Panzerdivision contre-attaqua et ouvrit un corridor de repli temporaire pour les troupes assiégées, mais la majorité de celles-ci fut perdue quand la ville tomba le 13 juillet (cette phase de l'opération est communément connue comme la bataille de Vilnius. Le 23 juillet, le commandant de la 4e armée, Hossbach, en accord avec Model, engagea l'unité nouvellement arrivée, la 19e Panzerdivision, dans une contre-attaque avec l'intention de couper les avant-gardes (fers-de-lance) soviétiques dans la forêt d'Augustów, ce qui échoua.

#### Offensive Bialystok
L'offensive de Bialystok couvre les opérations du 2e front de Biélorussie entre le 5 et le 27 juillet 1944. L'objectif était la ville de Bialystok en Pologne.
Le 40e corps de fusiliers soviétique et le 41e corps de fusiliers soviétique de la 3e armée soviétique, sur la gauche du front, emportèrent Bialystok le 27 juillet, après deux jours de combats.

#### Offensive Lublin-Brest
L'offensive Lublin-Brest fut mise en œuvre par le maréchal Constantin Rokossovski, commandant le 1er front biélorusse, entre le 18 juillet et le 2 août 1944. Il développa les gains de l'opération Bagration vers la Pologne orientale et la Vistule. La 47e armée soviétique et la 8e armée de la Garde soviétique atteignirent le fleuve Boug le 21 juillet, la seconde perçant jusqu'à la rive est de la Vistule le 25 juillet. Lublin fut prise le 24 juillet. La 2e armée blindée soviétique reçut l'ordre de virer vers le nord, vers Varsovie, pour couper la retraite des forces du groupe d'armées Centre dans la zone de Brest qui fut pris le 28 juillet et l'aile gauche du front s'empara de têtes de pont sur la rive gauche de la Vistule le 2 août.
Ceci termina effectivement l'opération, le reste de l'été étant consacré à des efforts de défense pour casser une série de contre-offensives allemandes visant les têtes de pont.
L'opération se termina avec la défaite du groupe d'armées Nord Ukraine et l'établissement de têtes de pont soviétiques sur la Vistule à l'ouest de Sandomierz.

#### Offensive Kaunas
L'offensive de Kaunas englobait les opérations du 3e front biélorusse (commandé par Ivan Tcherniakhovski) du 28 juillet au 28 août 1944 contre la ville lituanienne de Kaunas, conséquence de l'achèvement de l'offensive contre Vilnius. Le 30 juillet, toute résistance de la Wehrmacht aux abords du Niémen avait été abandonnée ou bien avait été annihilée. Deux jours plus tard, la ville de Kaunas était sous contrôle soviétique.

#### Offensive d'Osovets
Cette offensive couvre les opérations du deuxième front biélorusse du 6 au 14 août, après l'achèvement de l'offensive de Bialystock. Elle a pour objectif la zone fortifiée d'Osowiec, sur un des affluents de la rivière Narew, verrou sécurisant l'accès à la Prusse-Orientale à travers les marais de la région.
Les forces allemandes purent stabiliser leur ligne de défense le long de la Narew qu'ils tinrent jusqu'à l'offensive de Prusse-Orientale en janvier 1945.

#### Offensive de Tallinn
L'offensive Tallinn voit la 8e armée soviétique ainsi que la 2e armée de choc et la Flotte de la Baltique affronter du 17 au 26 septembre le détachement Narwa allemand ainsi que les indépendantistes estoniens pour le contrôle de la ville estonienne de Tallinn, conséquence de l'achèvement de la libération de la Lituanie.
Les Allemands battent en retraite (opération Aster) et le front de Léningrad parvient à sécuriser la capitale estonienne et l'ensemble du pays le 26 septembre 1944.

### Poursuite de l'offensive
Pour un article plus général, voir Front de l'Est (Seconde Guerre mondiale).
La continuation de l'offensive s'avère hasardeuse, les unités soviétiques ayant essuyé des pertes nombreuses. De plus, elles se trouvent loin de leurs bases.

#### En Pologne
Arrivées aux abords de Varsovie, les unités soviétiques épuisées doivent affronter des unités allemandes aguerries et appuyées sur des fortifications renforcées et la proximité des aérodromes positionnés autour de la ville, tandis que des failles apparaissent dans le dispositif soviétique. De plus, la position stratégique de Varsovie pour le front allemand au milieu de l'été, la présence de fortes unités blindées à proximité de la ville ainsi que la proximité de moyens aériens incitent Model, toujours chargé du commandement, à prendre l'offensive pour écraser les pointes soviétiques.
Les unités soviétiques dangereusement avancées essuient, face aux divisions allemandes les plus expérimentées, une défaite attendue, au cours d'une bataille d'encerclement, permettant au commandement allemand de conserver la ligne de la Vistule.
Les Soviétiques poursuivent leur avance vers l'ouest et le nord, jusqu'à la Baltique. L'Armée rouge arrive le 10 septembre sur la rive est de la Vistule, en face de Varsovie insurgée. Mais, les troupes de Staline s’arrête devant la ville de Varsovie qui est en révolte ouverte face à l'occupant allemand. Ce dernier va mener une répression sévère et violente qui va voir une bonne partie de cette ville être détruite.
La fin de l'année 1944 voit simultanément l'avancée de l’Armée rouge et l'effondrement de l'administration allemande.

#### En Prusse-Orientale
La percée se produira par l'offensive de Prusse-Orientale et l'effondrement du front allemand. En effet, en juillet-août 1944, les Soviétiques pénètrent en Prusse-Orientale. Ils sont arrêtés et repoussés par la IVe armée à l'ouest de la route Goldap-Gumbinnen. Cependant, une nouvelle percée se produit à Daken simultanément avec une attaque en Courlande. Le manque de décision soviétique en Prusse-Orientale va donner quelques succès le 4 novembre 1944 à Goldap.

#### En Roumanie
L'offensive Lvov–Sandomierz menée parallèlement à l'opération Bagration, permet à l'Armée rouge, secondée par les divisions roumaines Alliées des généraux Cambrea, Lascăr et Teclu, de pénétrer en Roumanie (voir aussi Roumanie pendant la Seconde Guerre mondiale). Le 20 août 1944 débute l'opération Iași-Chișinău qui permet au roi Michel et aux généraux roumains de renverser le conducător (« guide ») Ion Antonescu le 23 août 1944 et de déclarer la guerre à l'Allemagne. Von Killinger et Antonescu sont arrêtés à Bucarest et les Allemands perdent une de leurs sources importantes de pétrole. Les groupes d'armées E et F doivent quitter les Balkans et faire retraite tandis que Soviétiques et Roumains pénètrent en Transylvanie et encerclent Belgrade le 24 décembre 1944. La Wehrmacht fuit à travers des montagnes où elle est harcelée par les maquisards.

## Bilan

### Causes de la défaite allemande
La défaite allemande a plusieurs causes. Tout d’abord, la supériorité soviétique en hommes et matériels est écrasante. Ainsi, le réservoir humain considérable de l’Armée rouge permet non seulement de combler les pertes mais aussi de faire croître les effectifs des différentes armées. La production soviétique délocalisée à l'est de Moscou dès 1941 et les livraisons de matériels en provenance des États-Unis permettent la concentration toujours plus importante d'unités de mieux en mieux équipées.
En face, l’armée allemande dispose de moyens de plus en plus réduits : bien des divisions sont alors sous-équipées, notamment la Luftwaffe (6e Luftflotte) qui n'alignait que 40 appareils contre des milliers d'adversaires. De plus, le débarquement de Normandie, qui a eu lieu quelques jours avant le déclenchement de l'offensive soviétique, prive le commandement allemand de la possibilité de rameuter à l'est des divisions cantonnées sur des théâtres d'occupation jusqu'alors calmes, ou de le faire en affaiblissant des secteurs encore calmes du front : Model utilise son aura auprès de Hitler pour se prêter à cet exercice, obtenant en mars 1944 le redéploiement du LVIe Panzerkorps au service du groupe d'armées Nord Ukraine, affaiblissant le groupe d'armées Centre de façon durable.
De plus, les demandes de retraite de vastes unités, devant aboutir à la reconstitution de réserves opérationnelles, sont systématiquement écartées par Hitler.
Les historiens militaires s'accordent sur le fait que la supériorité aérienne des Alliés, à l'ouest comme à l'est, avec les chasseurs équipés de canons et de roquettes, a permis la destruction des blindés au sol (chars et canons automoteurs). Ce qui a été constaté en Normandie l'a été aussi en Biélorussie.

« […] les avions d'assaut soviétiques intervenant à tous les ponts et à tous les goulots d'étranglement écrasèrent les colonnes, les services de l'arrière et les réserves qui battaient en retraite. Le résultat fut terrible : toutes les routes devenues un immense chaos, impossible d'effectuer un seul mouvement de rocade, un seul transport. Complètement surpris par ce feu qui tombait du ciel, les soldats allemands, désespérés, dépourvus de toute protection, se laissèrent souvent aller à la panique. Quant au commandement, il se trouva complètement paralysé. »

— Paul Carell (1969) p. 287
On peut aussi attribuer aux Soviétiques une planification stratégique impeccable. L’état-major soviétique avait en effet réussi à leurrer les Allemands jusqu’au dernier moment sur le lieu de l’offensive, permettant un effet de surprise décisif. Le succès de Bagration force les Allemands à déplacer les unités de Panzer d'Ukraine occidentale et de Roumanie, conformément aux prévisions soviétiques, ce qui permet d'engager les opérations en Ukraine et en Roumanie face à un adversaire affaibli. L'URSS a alors réussi grâce à ses opérations échelonnées dans le temps à affronter systématiquement un dispositif allemand affaibli.
Enfin, c'est une des premières fois que l'Armée rouge dispose de l'organisation et des moyens nécessaires pour mettre en pratique la doctrine des opérations en profondeur, qu'elle avait élaborée dans les années 1930. Les généraux allemands, souvent aussi compétents que leurs homologues soviétiques avaient été victimes de leur foi envers Hitler. Ainsi, la stratégie allemande, consistant à tenir à tout prix les nœuds ferroviaires et les villes (en particulier le refus d'évacuer Vitebsk déjà partiellement encerclé avant même le début de l'opération), s'était révélée désastreuse, l’armée soviétique se contentant de contourner les poches de résistance et de les encercler. Seul le maréchal Model, capable de changer la volonté du Führer, put éviter une catastrophe encore pire.

### Conséquences de la victoire soviétique
La victoire soviétique est le résultat de bien des facteurs et « le signe de l’épuisement des hommes, de l’essoufflement de l’économie de guerre allemande et du déclin fatal du IIIe Reich » (Paul Carrel). Cette victoire est lourde de conséquences et stupéfie tous les camps, Soviétiques compris. Tout d’abord, elle ouvre aux Soviétiques la route de Berlin, ensuite elle permet l’encerclement du groupe d’armées Nord, et enfin l’occupation militaire des Pays baltes et de la Pologne. Cette victoire permet à Staline de faire pression sur les Alliés à la conférence de Yalta pour faire basculer dans la sphère d’influence soviétique les pays d’Europe centrale.
La victoire soviétique met aussi fin à la défense organisée de la Wehrmacht. De plus, l’écrasement du groupe d’armées Centre fait douter les Allemands de leur Führer. Sans oublier les nombreux généraux prisonniers, à commencer par Paulus le 31 janvier 1943, qui conduisent leurs compatriotes à se rendre pour mettre fin à leur « lutte stérile ».
La retraite allemande s'accompagne de destructions de grande ampleur en Biélorussie, dans les pays baltes et en Pologne orientale.
De plus, les partisans d'une paix séparée se font entendre au sein de l'appareil dirigeant allemand ; Goebbels, par exemple, s'en fait le promoteur dans ses échanges avec Hitler, sans succès.

### Tournant de la guerre
Pour ces multiples raisons, la destruction du groupe d’armées Centre représente l'un des « tournants décisifs » de la Seconde Guerre mondiale. La rapidité de l’offensive soviétique va leur permettre aussi de s’approcher d’un objectif de grand prix politique, la capitale allemande. La prise de cette ville est devenue un objectif capital pour les Alliés. Hitler semble être résolu à se battre jusqu’à la toute fin, donc, la prise de Berlin pourrait permettre la fin de la guerre. Hitler croit que les Aryens vont réussir à repousser le péril asiatique comme l’a fait le général romain Aetius à la bataille des champs Catalauniques face à Attila le Hun. Pour le dictateur nazi, les Allemands sont le seul rempart contre le péril asiatique qui est représenté par l'Union soviétique.

« La libération de la Biélorussie, outre un avantage moral, permettrait d’ouvrir les routes les plus directes vers Berlin. Avec tous les atouts en main, les stratèges de la Stavka préparèrent un programme décisif pour 1944. »

[réf. nécessaire]
En dépit de nombreuses erreurs dans la conduite stratégique des opérations, les résultats obtenus s'avèrent importants et précipitent la fin du Reich.

### Bilan territorial
Sur un front de plus de 1 000 kilomètres de large, les Soviétiques avancent de 600 kilomètres en deux mois. La totalité de la Biélorussie, une partie des pays baltes et de la Pologne sont libérées et l’Armée rouge se trouve ainsi à la frontière de la Prusse-Orientale.

« Les Russes, après avoir dépassé Brest-Litovsk, arrivèrent sur les bords de la Memel et de la Vistule. Les unités d'interception [allemandes] eurent du mal à les y arrêter. En cinq semaines l'Armée rouge avança de sept cents kilomètres, presque aussi vite que l'avaient fait les chars de Guderian et de Hoth en 1941 sur la route Brest-Smolensk-Elnya. »

— Paul Carell (1968, op. cite) p. 298
À l'issue de l'offensive soviétique, un contact terrestre est maintenu entre le Reich et la Courlande, mais toutes les conquêtes de 1941 en Biélorussie sont perdues pour le Reich, tandis que les provinces orientales du Reich sont menacées à moyen terme.

L'Armée rouge menace la Prusse-Orientale à court terme et Berlin à moyen terme : 

« Fin juillet 1944, la guerre frappe à la porte de la Prusse-Orientale, arrive sur la Vistule. C'est le début du dernier acte : la campagne d'Allemagne commence. […]. « Nous marchons sur Berlin. » C'est le mot d'ordre. »

— Carell 1968, p. 303

### Bilan humain
Les pertes en vies humaines sont effroyables des deux côtés.

#### Armée rouge
Sur un effectif total engagé de 2 331 700 hommes, l'Armée rouge perd 178 507 tués et 587 308 blessés.

#### Wehrmacht
Au cours de la première semaine, plus de 30 000 prisonniers sont faits au nord et 24 000 au sud. Environ 100 000 hommes sont pris au piège autour de la capitale biélorusse Minsk, bien qu’une partie de l’armée de Tippelskirch réussisse à s’enfuir en utilisant des routes secondaires, par lesquelles on a renoncé depuis un certain temps à faire passer le ravitaillement à cause des partisans soviétiques.
Les forces de Rokossovski ont tué 50 000 Allemands, détruit 350 blindés et pris 2 600 canons et 20 000 hommes en moins d’une semaine. Le groupe d’armées Centre est virtuellement détruit et en proie au plus complet désarroi. Le total des pertes dépasse 200 000 hommes.
Entre le lancement de l’opération, le 22 juin, et le 4 juillet 1944, les pertes allemandes s'élèvent à environ 300 000 hommes tués ou prisonniers, soit l'effectif de 25 divisions ; jusqu'à la fin du mois de juillet, les Allemands perdent encore quelque 100 000 hommes,.
Des généraux sont capturés ou tués :

« En 15 jours le groupe d’armées Centre perd 30 généraux (6 tués, un suicidé, un disparu et 22 prisonniers) soit 6 chefs de corps d’armée (2 tués et 4 prisonniers), 21 commandants de divisions (6 tués), et 2 commandants de place.
Sur les 22 prisonniers, 14 signeront l’appel au groupe d'armées Nord et le manifeste au peuple allemand du 8 décembre 1944. Vincenz Müller et Rudolf Bamler suivront les cours des écoles anti-fascistes. Libéré dès 1948, Müller contribue à la formation de la Volksarmee dont il deviendra chef d’état-major. Bamler est libéré en 1950 et devient général de la police populaire.
Mais les deux commandants de place, le Generalmajor Gottfried von Erdmannsdorff (Moghilev) et le Generalleutnant Adolf Hamann (Bobrouisk) seront jugés et pendus en 1946. »

— Les annexes de l'opération Bagration (Guillaume Sevin)
Par-delà les destins individuels, la Wehrmacht perd 28 des 34 divisions du groupe d'armées Centre et voit sa ligne de front complètement brisée. Ses pertes totales sont estimées à environ 450 000 soldats, ou l'équivalent d'une quarantaine de divisions constituées : supérieures à celles de Stalingrad, elles font de cet épisode la pire défaite subie par la Wehrmacht au cours de la Seconde Guerre mondiale et, plus largement, la pire défaite de l'histoire militaire allemande,.